# Che farò senza Euridice
Che farò senza Euridice (italsky doslova Co budu dělat bez Eurydiky) je slavná barokní árie z opery Christopha Willibalda Glucka Orfeo ed Euridice na libreto Ranieriho de 'Calzabigi.
V árii ze třetího dějství, tj. na konci opery, Orfeus zpívá o svém zármutku nad ztrátou své milované manželky Eurydiky, když vidí, jak se jí smrt zmocní podruhé.

## Text árie
| Italský text | Český přepis |
| --- | --- |
| ORFEO Che farò senza Euridice Dove andrò senza il mio ben? Euridice! Euridice! Ach, Dio! Rispondi! Io son pure il tuo fedel! Euridice! Euridice! Aha! non m'avanza Più soccorso, più speranza, Né dal mondo, né dal ciel! Che farò senza Euridice? Dove andrò senza il mio ben? Che farò senza Euridice? Dove andrò senza il mio ben? | ORPHEUS Ztratil jsem Eurydiku, Nic se nevyrovná mému neštěstí. Krutý osud, jaký žal! Nic se nevyrovná mému neštěstí, Podlehnu své bolesti. Eurydiko... Eurydiko...! Odpověz! Jaký žal! Odpověz mi! Zde je tvůj věrný manžel; Slyš můj hlas, jak tě volá... Ztratil jsem Eurydiku atd. Eurydiko... Eurydiko... Smrtící ticho, marná naděje, Jaké utrpení! Ta muka trhají mé srdce! Ztratil jsem Eurydiku atd. |

V roce 1905 měl premiéru Orfeo v angličtině. Toto vystoupení, které je považována za jedno z nejlepších Louise Kirkby Lunnové, byla Che farò senza Euridice zaznamenána na desku.  